# 東京十社
東京十社（とうきょうじっしゃ）は、元准勅祭社12社の内から、1975年（昭和50年）に定められた東京近郊の10の神社のことである。

## 概要
明治維新が成り東京に奠都した明治天皇は、1868年（明治元年）10月17日、氷川神社の例大祭を新たに勅祭に定めた。それに続いて11月8日、それまでの畿内二十二社などの勅祭社に併せて東京近郊の主だった神社を准勅祭社（じゅんちょくさいしゃ）と定めて東京の鎮護と万民の安泰を祈る神社とした。
当初は12社（日枝神社・根津神社・芝神明宮・神田神社・白山神社・亀戸神社・品川神社・富岡八幡神社・王子神社・赤坂氷川神社・六所神社・鷲宮神社）であった。しかし早くも1870年（明治3年）9月1日には廃止され准勅祭社の制度は一時的なもので終わった。該当神社は府社あるいは郷社となる。第二次大戦後は政府による社格そのものが廃止された。なお、准勅祭社の品川神社については、当時の品川貴船社、現在の荏原神社であるとする説もある。現在「東京十社巡り」に荏原神社は入っていないが、品川神社、荏原神社ともに元准勅祭社を名乗っている。
1975年（昭和50年）、昭和天皇即位50年を奉祝して関係神社が協議を行い、准勅祭社から遠隔の府中町六所宮と埼玉県久喜市の鷲宮神社を外し、23区内の10社を巡る「東京十社巡り」が企画され、七福神巡りなどとともに観光的な要素を濃くして現在に至っている。

## 東京十社一覧
式内社に列せられた神社はない。「近代」は明治に成立した近代社格制度の社格、「別表」は戦後の別表神社を示す。社名・鎮座地は現在のもの。
| 社名         | 通称・別名             | 主祭神                             | 近代     | 別表 | 鎮座地(東京都) | 備考                  |
| ------------ | ---------------------- | ---------------------------------- | -------- | ---- | -------------- | --------------------- |
| 根津神社     | 根津権現               | 須佐之男命、大山咋命、誉田別命     | 府社     |      | 文京区根津     |                       |
| 芝大神宮     | 芝神明宮、飯倉神明宮   | 天照大神、豊受大神                 | 府社     |      | 港区芝大門     |                       |
| 神田神社     | 神田明神               | 大己貴命、少彦名命、平将門命       | 府社     | 別表 | 千代田区外神田 |                       |
| 日枝神社     | 山王権現               | 大山咋神                           | 官幣大社 | 別表 | 千代田区永田町 | [ 注釈 1 ]            |
| 亀戸天神社   | 東宰府、亀戸天満宮     | 天満大神（菅原道真）、天菩日命     | 府社     |      | 江東区亀戸     |                       |
| 白山神社     |                        | 菊理姫命、伊弉諾命、伊弉冊命       | 郷社     |      | 文京区白山     |                       |
| 品川神社     | 北の天王、北品川稲荷社 | 天比理乃咩命、素盞嗚尊、宇賀之売命 | 郷社     |      | 品川区北品川   | [ 注釈 2 ]            |
| 富岡八幡宮   | 深川八幡               | 八幡神（応神天皇）                 | 府社     |      | 江東区富岡     | [ 注釈 3 ] [ 注釈 4 ] |
| 王子神社     | 王子権現               | 伊弉諾命、伊弉冉命、天照大御神     | 郷社     |      | 北区王子本町   |                       |
| 赤坂氷川神社 |                        | 素盞嗚尊、奇稲田姫命、大己貴命     | 府社     |      | 港区赤坂       |                       |